# Joan Hennon
Joan Hennon va ser un filòsof de l'escolàstica medieval del segle xv, seguidor de Guillem d'Occam i Roger Bacon. A les seves obres, sorgides de comentaris de les d'Aristòtil, afirma que el buit no existeix a la natura, amb arguments semblants als de Parmènides per negar l'existència del no-ésser però recolzats en lleis físiques. Igualment se situa entre els partidaris de la pluralitat de mons, per l'omnipotència divina.